# John Smyth

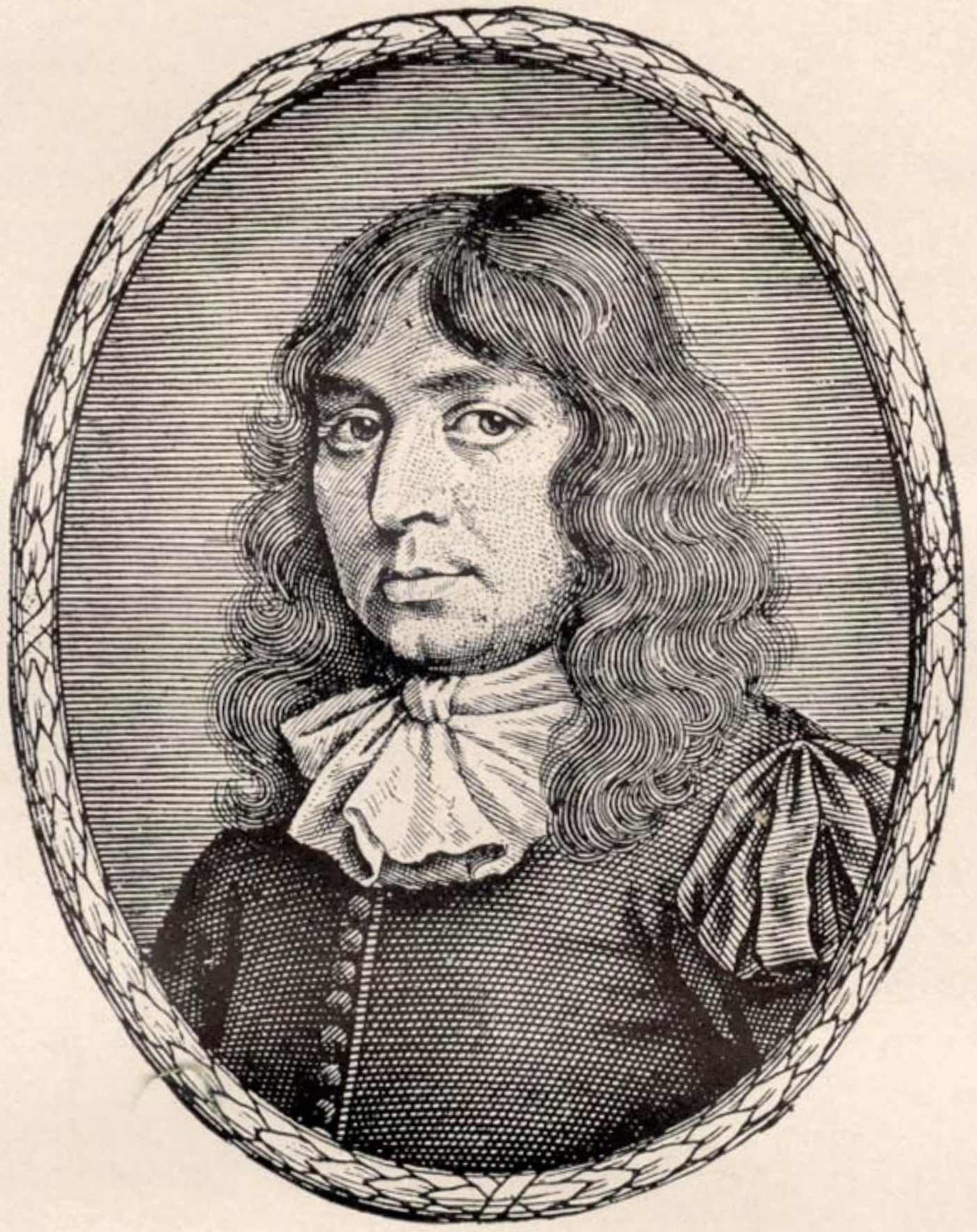
John Smyth założyciel zboru baptystycznego.

John Smyth (ok. 1570–1612) – pionier ruchu baptystycznego, angielski teolog i duchowny protestancki, prekursor zasady wolności religijnej dla wszystkich.

## Życiorys
Urodził się w najprawdopodobniej w Sturton by Stow. Ok. 1590 ukończył studia w Christ’s College Uniwersytetu Cambridge. W 1594 został ordynowany na duchownego Kościoła Anglii. W 1598 ożenił się i został kaznodzieją katedralnym w Lincoln, gdzie służył w latach 1600–1602. Około 1606 zrezygnował z kapłaństwa i został pastorem zboru separatystycznych purytanów w Gainsborough. Współpracował z Thomasem Helwysem. Niedługo później wyemigrował z tą gminą do Amsterdamu. W 1609 na kanwie lektury Nowego Testamentu odrzucił praktykę chrztu niemowląt i stanął na stanowisku chrztu osób świadomych tego aktu. Zgodnie z tym przekonaniem ochrzcił (przez polanie wodą) sam siebie, Thomasa Helwysa i innych współtowarzyszy. Krąg osób powiązanych nową praktyką uznał się za odrębny zbór. Powstał w nim jednak spór. Smyth opowiedział się za połączeniem z mennonitami, Thomas Helwys natomiast był zwolennikiem odrębnego działania, co też zresztą zrealizował na terenie Anglii zakładając zbór baptystyczny w Spitalfields.
Pod koniec życia był członkiem zboru mennonitów w Amsterdamie. Tam też zmarł i został pochowany w Nieuwkerk.